# カウントダウンフットボール
カウントダウンフットボールは、フジテレビONEのサッカー情報番組である。

## 概要
2012年まで放送されていた「プロサッカーニュース」の体裁を踏襲し、月1回・1時間の番組としてリニューアルされた。
番組では毎回その月のサッカーに関する様々なトピックスを、サッカーの競技選手人数である11人にちなみ、11テーマ取り上げ、ほかのサッカー番組が取り上げないような話題にまで迫りながら、サッカーの魅力を伝えていく。試合評や記録集だけでなく、各種イベントや選手の健康管理、プライベートに至る様々な話題が取り上げられる。

## キャスター
- 清水圭
- 竹内友佳（フジテレビアナウンサー）

両氏とも「プロサッカーニュース」から続投

## コメンテーター
- 波戸康広（横浜F・マリノスアンバサダー。サッカー解説者）